# Chrysophyllum calophyllum
Chrysophyllum calophyllum – gatunek drzew należących do rodziny sączyńcowatych. Jest endemitem Wysp Świętego Tomasza i Książęcych.